# 첨단고등학교
첨단고등학교(尖端高等學校)는 대한민국 광주광역시 광산구 월계동에 위치한 공립 고등학교이다.

## 학교 연혁
- 2004년 12월 29일 : 첨단고등학교 설립인가
- 2005년 3월 1일 : 제1대 김성영 교장 부임
- 2005년 3월 2일 : 제1회 입학식(9학급)
- 2005년 5월 24일 : 개교기념일 지정
- 2008년 2월 10일 : 제1회 졸업식(남 130명, 여 177명 총 307명 졸업)
- 2017년 3월 24일 : 광주광역시교육청 수업나눔 선도학교 지정(2017.03.~2018.02.)
- 2022년 3월 1일 : 인공지능(AI) 선도학교 지정 운영(2022.03.~2024.02.)
- 2023년 3월 1일 : 제9대 김형태 교장 부임
- 2024년 3월 1일 : 교육부 고교학점제 준비학교 지정 및 운영(2024.03.~2025.02.)
- 2025년 1월 12일 : 제18회 졸업식(294명, 총 6,547명)
- 2025년 3월 4일 : 제21회 입학식(10학급 295명)

## 참고 자료
- 첨단고등학교 - 한국교육학술정보원 학교알리미